# Phaeogenes sapporensis
Phaeogenes sapporensis är en stekelart som beskrevs av Tohru Uchida 1927. Phaeogenes sapporensis ingår i släktet Phaeogenes och familjen brokparasitsteklar. Inga underarter finns listade i Catalogue of Life.